# نظرية الأصل الياباني اليهودي المشترك
نظرية الأصل الياباني اليهودي المشترك (日ユ同祖論 Nichiyu Dōsoron) هي نظرية هامشية ظهرت في القرن السابع عشر كفرضية ادعت أن الشعب الياباني كان الجزء الرئيسي من القبائل العشر المفقودة في إسرائيل. لقد صورتهم نسخة لاحقة على أنهم أحفاد قبيلة من يهود آسيا الوسطى الذين تحولوا إلى المسيحية النسطورية. تم تطبيق بعض إصدارات النظرية على جميع السكان، لكن البعض الآخر ادعى فقط أن مجموعة معينة داخل الشعب الياباني تنحدر من اليهود.

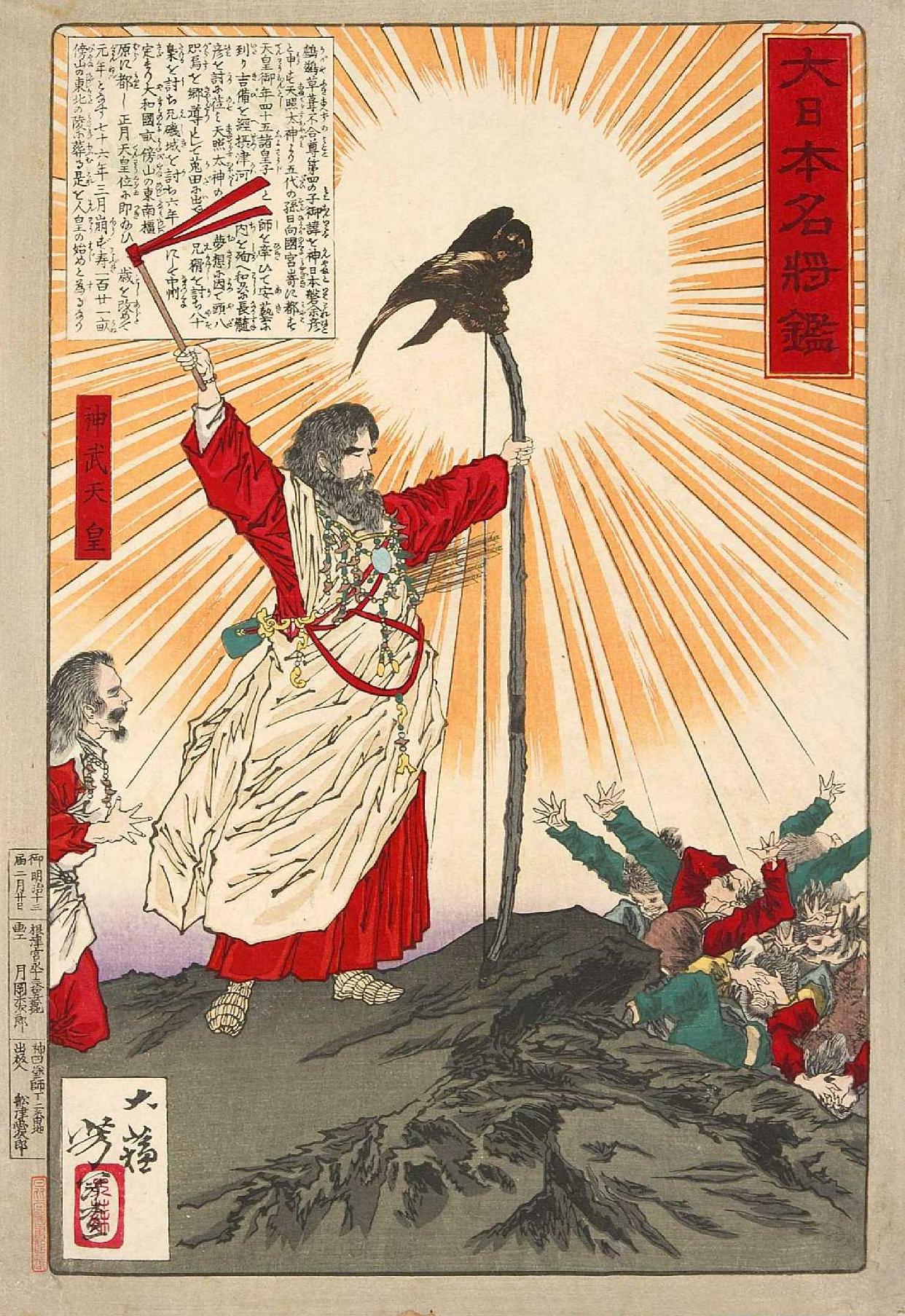
تصوير للإمبراطور الأسطوري الملتحي جيمو (جينمو تينو) بقوسه الطويل الرمزي وغراب مصحوب بثلاث أرجل.

كتب تيودور بارفيت أن «انتشار الخيال من أصل إسرائيلي... يشكل سمة ثابتة للمشروع الاستعماري الغربي»، قائلًا،
في الواقع، في اليابان يمكننا تتبع التطور الأكثر بروزًا في المحيط الهادئ لماضٍ يهودي متخيل. وكما هو الحال في أي مكان آخر في العالم، تم تقديم النظرية القائلة بأن جوانب الدولة يجب شرحها عبر نموذج إسرائيلي من قبل عملاء غربيين.
 يؤكد الباحث والمؤلف جون إنتاين أن أدلة الحمض النووي تستبعد إمكانية وجود روابط مهمة بين اليابانيين واليهود.

## الأصول
خلال عصر الاستكشاف، حاول المستكشفون الأوروبيون ربط العديد من الشعوب التي اتصلوا بها لأول مرة بالقبائل العشر المفقودة، وأحيانًا بالتزامن مع محاولات تقديم مبشرين مسيحيين. كان جواو رودريغز (1561–1634) أول شخص حدد القبائل المفقودة بأمة شرق آسيوية، وهو مبشر ومترجم يسوعي. وفي عام 1608، جادل بأن الصينيين ينحدرون من قبائل إسرائيل المفقودة. كان يعتقد أن الحكماء الصينيين كونفوشيوس ولاوتزه أخذوا أفكارهم من اليهودية. تخلى رودريغز في وقت لاحق عن هذه النظرية. وفي كتابه تاريخ كنيسة اليابان (بالبرتغالية: Historia da Igreja do Japão) جادل بأن اليابان كانت مأهولة في موجتين من الهجرة من البر الرئيسي، الأولى نشأت من تشيكيانغ (جيجيانغ)، والأخرى من كوريا.
وفقًا لبارفيت، فقد كان «أول تطور شامل للنظرية من نيكولاس ماكليود، وهو اسكتلندي بدأ حياته المهنية في صناعة الرنجة قبل أن ينتهي به المطاف في اليابان كمبشر». في عام 1870 نشر ماكلويد خلاصة لتاريخ اليابان القديم. وفقًا لتسفي بن دور بينيت، كان ماكليود مبشرًا أمضى عقودًا في اليابان وكوريا «يبحث عن الإسرائيليين الحقيقيين». تزعم رسوم توضيحية لخلاصة تاريخ اليابان القديم، أن الشعب الياباني يشمل أحفاد قبائل إسرائيل المفقودة، التي شكلت الطبقة الأرستقراطية والطوائف الكهنوتية التقليدية. تضمنت الأدلة التي تم الاستشهاد بها لهذه النظرية أوجه التشابه بين أساطير الإمبراطور جينمو وموسى، ووجود سمات عرقية «يهودية برتغالية» على بعض اليابانيين، وأوجه التشابه بين الشنتو واليهودية.

## التأثير في اليابان
كان لهذه النظريات تأثير ضئيل في اليابان، رغم ترجمتها مؤخرًا إلى اليابانية ونشرها في اليابان. لقد تُرجمت كتب أخرى لجوزيف إيدلبرغ (1916-1985)، تدعم هذه النظريات، إلى اليابانية وبيعت في أكثر من 40 ألف نسخة وغطت في مسلسل تلفزيوني ياباني من سبع حلقات.
ومع ذلك، نشر سايكي يوشيرو (1872-1965)، الأستاذ في جامعة واسيدا، كتابًا في عام 1908 طور فيه صيغة مختلفة عن النظرية. كان سايكي خبيرًا في النسطورية اليابانية. افترض سايكي أن عشيرة هاتا، التي وصلت من كوريا واستقرت في اليابان في القرن الثالث، كانت قبيلة يهودية نسطورية. وفقًا لبن عامي شيلوني، فإن «كتابات سايكي قد نشرت النظرية حول» الأصل المشترك لليهود واليابانيين«في اليابان، وهي نظرية أقرتها بعض الجماعات المسيحية».
لا يوجد دليل متاح يدعم هذه النظرية، بما في ذلك تحليل الحمض النووي الحديث. كما لا تدعم دراسة نُشرت مؤخرًا حول الأصول الجينية للشعب الياباني موضوع ارتباط الأنساب الذي طرحه سايكي.

## التأثير في مكان آخر
يُنظر إلى نظرية السلف المشترك لليهود اليابانيين على أنها إحدى محاولات علماء العرق الأوروبيين لشرح التحديث السريع لليابان، على النقيض من نظريات الآسيويين «الأدنى» أو «المتدهورة»، وخاصة الصينيين. ومع ذلك، تم أخذ النظرية نفسها في اتجاهات مختلفة.

### يهود الصين
في نفس العام الذي نُشر فيه كتاب سايكي حول النظرية، ظهر مقال يروج لنسخة أخرى من النظرية في مجلة رسول اسرائيل، وهي مجلة صادرة عن الاتحاد الصهيوني في شنغهاي. وفي حين ادعى ماكليود أن طبقة الكهنة والطبقة الحاكمة في اليابان كانوا من نسل اليهود، فإن المقالة التي نشرتها مجموعة شنغهاي قدمت نسخة أكثر بروليتارية من النظرية. كتب شيلوني التالي:
ادعى مؤلفه، على عكس ما كتبه ماكليود، أن المنبوذين من اليابان، وإيتا (أو إيتي كما وصفت المقالة المصطلح)، هم من نسل اليهود.
 قال مؤلف المقال إن إيتا اليابانية، مثل اليهود في الغرب، كانوا أشخاصًا يعملون بجد، وخاصة المرتبطين بصناعة الأحذية الذين عاشوا أيضًا في أحياء يهودية، «ليس لأن اليابانيين يجبرونهم على القيام بذلك، ولكن لأنهم كما يبدو يفضلون العزلة عن باقي السكان». ادعى المؤلف أيضًا أن إيتا كانت تحترم العادات اليهودية: «في غيتو ناغاساكي، على سبيل المثال، تحتفل إيتا بيوم السبت بشكل مقدس. فهم لا يعملون في ذلك اليوم من الأسبوع، وكذلك لا يدخنون ولا يشعلون النيران، مثل اليهود الأرثوذكس».
وبحسب شيلوني، فإن «هذه القصة السخيفة التي لا أساس لها من الصحة لم يتم تحدِّيها أو تفنيدها في أعداد لاحقة من المجلة».
«هناك بعض الأدلة على أن مجموعات صغيرة من اليهود استقرت في الصين في حوالي 240قبل الميلاد.»

### المسيحية الصهيونية
يصف بن عامي شيلوني أيضًا رسالة نشرتها لاحقًا نفس المجلة، بقلم إليزابيث أ. جوردون، سيدة انتظار للملكة فيكتوريا والتي كانت أيضًا صهيونية مسيحية بارزة. تحاول جوردون ربط اليابان بالإسرائيليين البريطانيين، ولا سيما الرأي القائل بأن العائلة البريطانية المالكة كانت من أصل إسرائيلي. كانت جوردون معروفة جيدًا في اليابان، حيث كانت تجري أبحاثًا عن بوذية شينغون، والتي زعمت أنها ذات أصول مسيحية. وفي رسالتها عام 1921، تبنت «سلسلة رائعة من التفكير» لإثبات أن «الاجتماع بين وليا عهد اليابان وبريطانيا يدل على لم الشمل الذي طال انتظاره بين يهوذا وإسرائيل». كان لجوردون بعض التأثير في ذلك الوقت في اليابان.